# Thanatus parangvulgaris
Thanatus parangvulgaris là một loài nhện trong họ Philodromidae.
Loài này thuộc chi Thanatus. Thanatus parangvulgaris được Alberto Barrion & James A. Litsinger miêu tả năm 1995.